# Зандерит
Зандерит — мінерал з класу сульфатів.
Хімічна формула: MgSO4·2(H2O).
Густина 2,37.